# 靈臺
靈臺是由周文王兴建的臺，遗址大概位于今陕西户县东面、秦渡镇北面约一公里处。靈臺高二丈，周围百二十步。